# Elizabethtown (Pennsylvania)
Elizabethtown è un comune (borough) degli Stati Uniti d'America, situato nello stato della Pennsylvania, diviso tra la contea di Lancaster e la contea di Dauphin.